# Port del Cantó
Le port del Cantó (port del Cantó ou coll del Cantó en catalan ; puerto del Cantó en espagnol) est un col routier des Pyrénées, situé dans la province de Lérida entre les villes de Sort à l'ouest et de La Seu d'Urgell à l'est. Son altitude est de 1 718 mètres.

## Géographie
Le col se situe dans un territoire très dépeuplé sur la route N 260 et matérialise un tripoint entre la commune de Valls d'Aguilar, la commune de Montferrer i Castellbò (comarque d'Alt Urgell) à l'est et la commune de Soriguera (comarque de Pallars Sobirà) à l'ouest, laquelle se trouve dans le parc naturel de l'Alt Pirineu.

## Activités

### Tour de France
| Année | Étape | Catégorie | 1er au sommet    |
| ----- | ----- | --------- | ---------------- |
| 2016  | 9e    | 1         | Thomas De Gendt  |
| 1993  | 16e   | 2         | Tony Rominger    |
| 1974  | 16e   | 2         | Domingo Perurena |

### Tour d'Espagne
| Année | Étape | Catégorie | 1er au sommet |
| ----- | ----- | --------- | ------------- |
| 2013  | 15e   | 1         | Nicolas Edet  |